# Marian Ellis
Marian Emily Ellis, baronessa Parmoor (Nottingham, 6 gennaio 1878 – Londra, 6 luglio 1952), è stata un'attivista inglese.

## Biografia
Era la figlia di John Ellis, e di sua moglie, la filantropa Maria Rowntree. Aveva una sorella gemella, Edith. Ricevette un'educazione privata e ha imparato a suonare il violoncello.
Al momento del Jameson Raid nel 1895, divenne una segretaria di suo padre, e durante la successiva seconda guerra boera, ha partecipato ai progetti di a Ruth Fry ad aiutare le donne vittime del conflitto. Nella prima guerra mondiale, le sorelle Ellis donarono denaro alle famiglie sofferenti d'obiezione di coscienza e finanziarono la No-Conscription Fellowship. Dopo aver pubblicato un volantino senza censure da parte del governo, Edith e altri quaccheri furono imprigionati nel 1918.

## Matrimonio
Nel 1919, Marian Ellis e la baronessa Courtney presero parte alla lotta al comitato carestia. Il 14 luglio dello stesso anno, sposò il politico Charles Cripps, I barone Parmoor, il cognato di Lady Courtney e Beatrice Webb. La coppia non ebbe figli, ma Lady Parmoor influenzò fortemente il suo figliastro più giovane, Stafford Cripps.
Lady Parmoor fu presidentessa della YWCA (1924-1928) e ha contribuito a stabilire la Fellowship of Reconciliation. Era un membro fondatore delle Women's International League for Peace and Freedom e divenne presidentessa del ramo britannico dell'organizzazione nel 1950. Lady Parmoor servì attivamente come vice-presidentessa del Consiglio nazionale della pace e ha sostenuto l'ammissione della Cina alle Nazioni Unite e a negoziare la fine della guerra di Corea. Nel 1948, Lady Parmoor scrisse un opuscolo intitolato La sfida della bomba atomica.

## Morte
Morì il 6 luglio 1952 a Londra. Fu cremata e le sue ceneri si trovano a Frieth.